# Biberist
Biberist (gsw. Biberischt)  – miejscowość i gmina (niem. Politische Gemeinde) w Szwajcarii, w kantonie Solura, w jednostce administracyjnej (Amtei) Bucheggberg-Wasseramt, w okręgu Wasseramt. Leży nad rzeką Aare.

## Demografia
W Biberist mieszkają 9 174 osoby. W 2021 roku 26,5% populacji gminy stanowiły osoby urodzone poza Szwajcarią. 

## Transport
Przez teren gminy przebiegają autostrada A5 oraz drogi główne nr 12, nr 22 i nr 270.